# Charlie Chaplin Festival
The Charlie Chaplin Festival (tyt. oryg. The Charlie Chaplin Festival) – amerykański film z 1938 w filmie roku udziałem znanego komika Charlie Chaplina.